# María José Zaldívar
María José Zaldívar Larraín (16 de septiembre de 1975) es una abogada y política chilena, que desde el 28 de octubre de 2019 hasta el 7 de abril de 2021 ejerció como ministra del Trabajo y Previsión Social en el segundo gobierno del presidente Sebastián Piñera.

## Biografía
Es hija de Adolfo Zaldívar Larraín (n. 1943 - f. 2013), exsenador y exmilitante del Partido Demócrata Cristiano (PDC) y del Partido Regionalista de los Independientes (PRI).
Es abogada, licenciada en derecho de la Pontificia Universidad Católica de Chile (PUC) y licenciada en historia. Asimismo es magíster en derecho público de la PUC.
Está casada y tiene cuatro hijos.

## Carrera política
Desde el 2005 fue abogada informante (2005), fiscal (2006-2010) y superintendenta de Seguridad Social hasta mayo de 2014. Desde 2014 al 2018 fue gerenta general de la Corporación de Investigación, Estudios y Desarrollo de la Seguridad Social (Ciedess). A la fecha de su nombramiento como ministra, se desempeñó como subsecretaria de Previsión Social.
En la Pontificia Universidad Católica de Chile dictó la cátedra de “Sistemas de bienestar” y, desde 2014, fue profesora del Departamento de Derecho Laboral de esa universidad. En la Universidad Andrés Bello (UAB), impartió los cursos de “Lógica y lenguaje” y “Fuentes generales del derecho”, mientras que en la Universidad del Desarrollo, fue profesora de la asignatura “Seguridad social” y fue profesora de Derecho Laboral de esa universidad.
El 28 de octubre de 2019 fue designada por el presidente Piñera para el cargo de ministra del Trabajo y Previsión Social, dejando dicha titularidad en abril de 2021, cuando fue sustituida por Patricio Melero.

## Publicaciones
- “Desarrollo de una política pública con enfoque de derechos: Derecho a la seguridad social de los trabajadores cubiertos por la Ley 16.744 en el desempeño de sus labores en el extranjero”, publicado en el libro “Hacia una sociedad de derechos, políticas públicas, titularidad y garantía”. Volumen 1, Fundación Henry Dunant América Latina.
- “La ordenación del tiempo de trabajo y los riesgos del trabajo en la experiencia chilena”, en colaboración con Francisco Tapia Guerrero, que fue publicado en el libro “La ordenación del tiempo de trabajo en el siglo XXI”, Editorial Comares, España, 2015.
- “Seguridad y salud en el trabajo”, en colaboración con Carmen Domínguez, publicado en Revista IUS Labor, 2015.[9]